# Allgemeines Wahlrecht

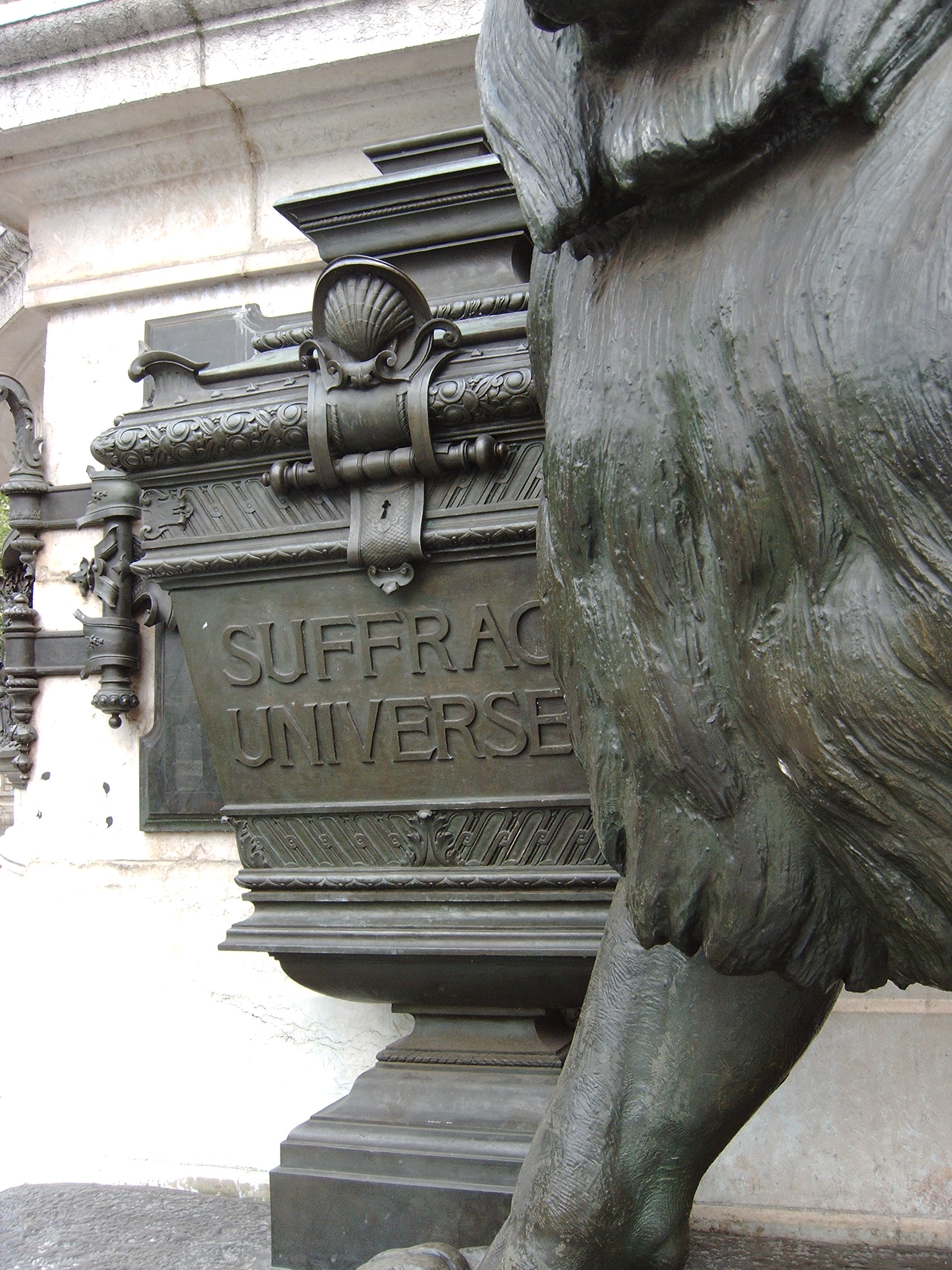
Mit suffrage universel (französisch für Allgemeines Wahlrecht) beschriftete Wahlurne, über die ein Löwe wacht. Pariser Denkmal zur Republik (1883), Bronzebildwerk von Léopold Morice.

Das allgemeine Wahlrecht ist eines der wichtigsten Merkmale moderner Demokratien. Darunter versteht man, dass alle Bürger das Wahlrecht besitzen. Dennoch gelten in allen Demokratien Ausschlussgründe für bestimmte Personengruppen. Beispielsweise muss der Wähler oder Gewählte Staatsbürger des betreffenden Landes sein und ein festgesetztes Mindestalter haben.

## Wahlprinzipien
Neben dem allgemeinen Wahlrecht gelten für demokratische Wahlen die Grundsätze der freien, geheimen, gleichen und unmittelbaren (direkten) Wahl. In vielen Demokratien ist die Wahl auch persönlich, während in anderen Demokratien ein Wähler, der am Wahltag nicht zum Wahllokal gehen kann, eine Person seines Vertrauens mit der Stimmabgabe beauftragen kann. Diese demokratischen Rechtsgrundsätze sind Gegenstand der nationalen Verfassungen, des Völkerrechts, von Staatsverträgen oder der Europäischen Menschenrechtskonvention.
Mit dem Erfordernis der allgemeinen Wahl eng verbunden ist die Wahlgleichheit. Besagt der Grundsatz des allgemeinen Wahlrechts, dass „jeder“ wählen darf, so bestimmt die Gleichheit, dass jeder Wähler dieselbe Anzahl von Stimmen abgeben darf und diese Stimmen denselben Zählwert haben. Ein nicht allgemeines Wahlrecht ist das Zensuswahlrecht, bei dem nur wählen darf, wer etwa eine bestimmte Höhe an Steuern bezahlt. Ein Klassenwahlrecht bedeutet, dass die Wahl zwar allgemein ist, dass aber die Wähler in Klassen eingeteilt sind. Wenn sich in einer Klasse wesentlich mehr Wähler befinden als in einer anderen, so ist die Wahl ungleich. Ungleich ist auch das Pluralwahlrecht, bei dem ein Wähler mehr Stimmen hat als ein anderer, zum Beispiel, weil er ein bestimmtes hohes Alter erreicht hat oder einen Universitätsabschluss vorweisen kann.

## Einschränkungen des allgemeinen Wahlrechts
Heute gilt in den meisten Ländern das allgemeine Wahlrecht als Selbstverständlichkeit. Das trifft sogar auf nicht-demokratische Länder mit unfreien Wahlen zu. Aber selbst in als demokratisch angesehenen Ländern dürfen längst nicht alle Einwohner wählen. Das wird zum Beispiel bei Kleinkindern damit begründet, dass sie nicht die Reife zum Wahlakt haben.
Die grundsätzlichste Einschränkung dürfte der Ausschluss von Einwohnern ohne die jeweilige Staatsbürgerschaft sein. Teilweise dürfen länger ansässige Ausländer auf kommunalem Niveau wählen, weil dieses Niveau nicht mit der staatlichen Souveränität verbunden wird. Umgekehrt ist es nicht selbstverständlich, dass im Ausland lebende Staatsbürger von dort aus mitwählen dürfen.
Weitere mögliche Einschränkungen:
- erst ab einem gewissen Alter (je nach Staat und Wahlkörper meist zwischen etwa 16 und 25 Jahren) darf gewählt werden. Beispielsweise darf an einer Wahl zum deutschen Bundestag nur teilnehmen, wer mindestens 18 Jahre alt ist.[1]
- das passive Wahlrecht (Wählbarkeit) unterliegt in vielen Ländern besonderen Voraussetzungen
- Weitere Gründe für den Ausschluss vom Wahlrecht sind:
  - Verurteilung wegen bestimmter Straftaten[2]
  - teilweise auch bei Geisteskrankheiten
  - Entmündigung

## Historische Entwicklung
Schon in der Antike gab es verschiedene Formen von Wahlen, etwa in der attischen Demokratie, die allerdings Frauen, Sklaven und andere Stände nicht einschlossen. Im Laufe des Mittelalters errangen als Erstes die Bürgerschaften der größeren Städte bzw. ihre Zünfte ein weitergehendes Wahlrecht als die restliche Bevölkerung.
Das allgemeine (Männer-)Wahlrecht wurde zuerst in den USA eingeführt. Dieses wurde grundsätzlich in der amerikanischen Verfassung von 1787 garantiert, jedoch (bis etwa 1830) zum Teil wieder vom spezifischen Wahlrecht in den amerikanischen Bundesstaaten begrenzt. Auch muss die Behandlung der Afroamerikaner bezüglich des Wahlrechts in den USA relativierend gewertet werden.
Früher war das Wahlrecht vielfach mit einem Wahlzensus verknüpft, das heißt, es bestand erst ab einem bestimmten Einkommen oder Vermögen. Eines der ersten europäischen Länder (nach der Schweiz und Frankreich 1848) mit allgemeinem (Männer-)Wahlrecht war der Norddeutsche Bund (1867) und dann das Deutsche Reich (1871). In Großbritannien hingegen bestand das parlamentarische System spätestens seit dem 17. Jahrhundert, aber erst 1918 wurde das allgemeine Wahlrecht durchgesetzt. Vor 1918 wurde das Wahlrecht in Großbritannien im Wesentlichen von der wirtschaftlichen Situation bzw. der Zugehörigkeit zum Adel abhängig gemacht. Dies führte dazu, dass bis 1918 nur etwa 52 % der Männer tatsächlich das Wahlrecht besaßen.
Seit dem 20. Jahrhundert setzte sich dann auch in vielen Ländern das Frauenwahlrecht durch, vor allem um 1918. Erst dadurch wurde die Wahl im modernen Sinne allgemein.